# Tyrannochthonius ecuadoricus
Tyrannochthonius ecuadoricus es una especie de arácnido  del orden Pseudoscorpionida de la familia Chthoniidae.

## Distribución geográfica
Se encuentra en Ecuador y Perú.